# Ирендык

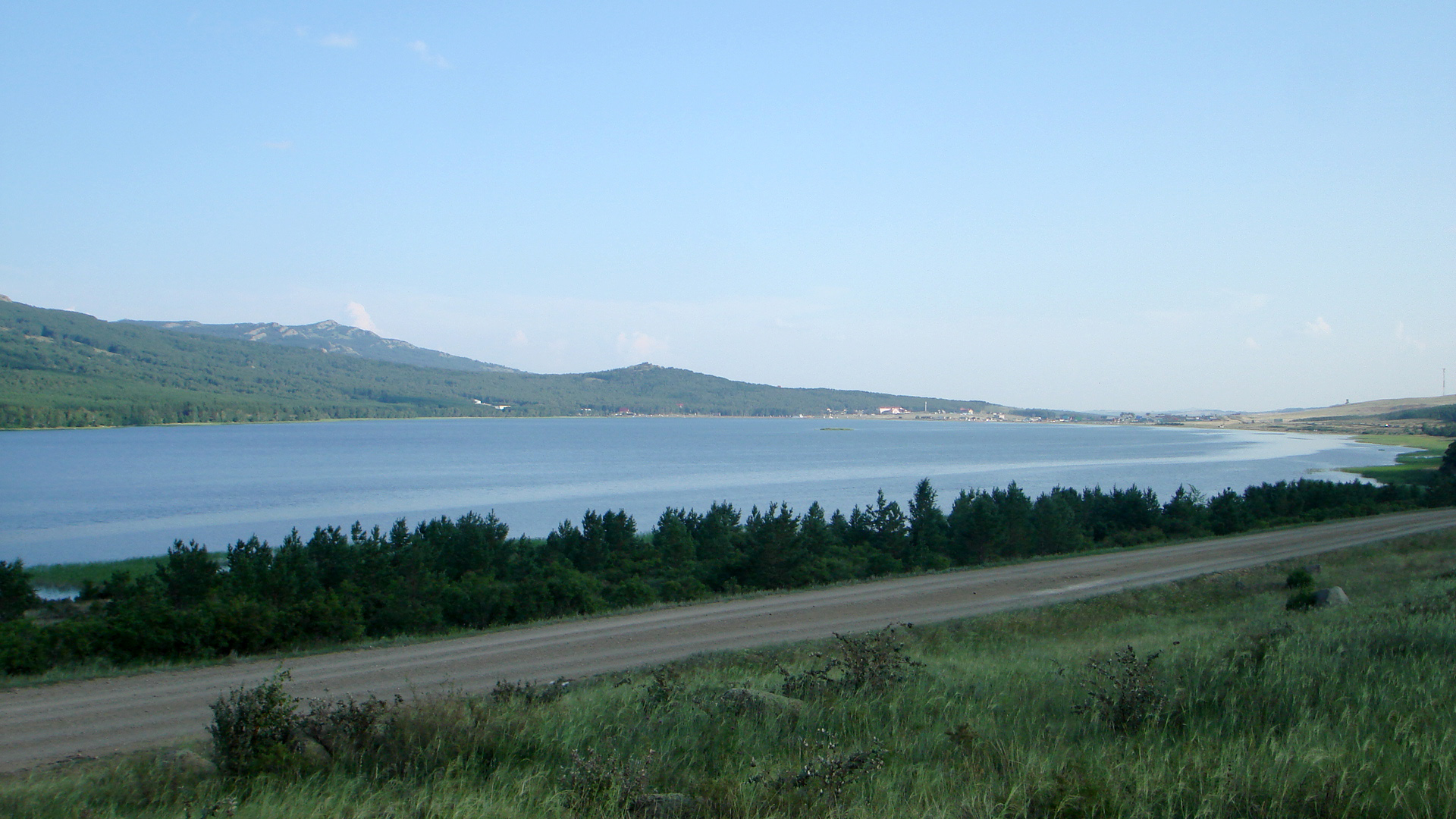
Вид на хребет Ирендык с озера Талкас.

Иренды́к (баш. Ирәндек, в некоторых источниках переводится как Ирандык) — горный хребет на востоке и юго-востоке Республики Башкортостан, Россия. Один из самых восточных хребтов республики.

## География
Длина хребта — 135 километров, высшая точка — гора Караташмас (987 м). Хребет расположен на территории Абзелиловского, Баймакского и Хайбуллинского районов Республики Башкортостан. Сложен порфиритами, диабазами, известняками, на севере также девонскими вулканитами. В геотектоническом отношении приурочен к Баймакскому антиклинорию. Северная часть покрыта таёжным лесом, южная — типчаково-ковыльная степь. Ирендык является одним из красивейших уголков Яшмового пояса Урала, здесь встречаются древние поселения, городища, мастерские, могильники, заброшенные деревни. На восточном склоне располагается водопад Гадельша (Ибрагимовский).
Хребет естественным образом разделён на две части — северную и южную, которые иногда рассматриваются как два независимых одноимённых хребта. Между северной и южной частями находятся другие хребты: Крыктытау и Куркак, превосходящие по высоте хребет Ирендык, а также небольшие горы, не сгруппированные в хребты. Северный Ирендык расположен на территории Учалинского района Башкортостана, служит водоразделами рек Урал (Яик) и Уй, продолжается на севере хребтом Кумас и Ильменскими горами. Высшая точка северной части — вершина Тура-таш (921 м) у деревни Старомуйнаково (Карт-Муйнак). Длина северной части Ирендыка — 15 км, ширина — 3—4 км. В свою очередь северный Ирендык делится на два хребта: собственно Ирендык и расположенный северо-восточнее Малый Ирендык.
Вдоль хребта расположены живописные реки и озёра. На западных склонах расположилось водохранилище Озеро Графское и жемчужина Урала, озеро Талкас. На склонах Ирендыка расположены истоки рек Таналык, Туяляс и Большой Кизил.

## Топоним
Судя по специфичному фонетическому маркеру -нд-, топоним Ирендык происходит из восточного диалекта башкирского языка. Убедительное толкование из современного состояния языка затруднительно.
В башкирском языке «ирен» имеет несколько значений, одно из них — «губа», «губы». Если исходить из правил башкирского языка, «ирендык» — «место для губ» или «уста». Например, «урындык» — «лежанка», «постель». Весьма возможно, что название «Ирендык» — производное от начального «Урандык». Это соответствует красотам края, которые благоприятствуют устройству жилья (стойбища, стоянок). Ещё одно значение «Ирендык» — «место для того, чтобы нежиться, отдыхать». Происходит от башкирского термина «иренеу» — «лениться», «нежиться».
Существует народная этимология, по которой название хребта связывается с башкирской легендой: обманутый баем Умырзак понял, как спуститься с горы, и после того, как он оказался в долине, закричал: — Ну теперь мы научились! (баш. Өйрәндек «Мы научились»).

## Проблемы
20 мая 2023 года в селе Темясово Баймакского района прошёл «сход граждан» в защиту хребта Ирендык от золотодобытчиков. Поводом для этого стали планы Приволжскнедр провести геологическое исследование Ирендыкского хребта. Участие в акции, по разным оценкам, приняли от 1 тысячи до 7 тысяч человек. Участники мероприятия настаивали на том, что принятые ими в рамках схода решения обязательны к исполнению органами власти, ссылаясь на Федеральный закон «Об общих принципах организации местного самоуправления в Российской Федерации», однако он неприменим для населенных пунктов с численностью жителей, обладающих избирательным правом, более 300 человек. К тому же, вопросы недропользования не относятся к зоне ответственности местного самоуправления согласно Закону РФ «О недрах».
Местные власти на сходе утверждали, что планируют вести на данной территории не добычу или геологоразведку, а геологическое изучение с целью инвентаризации недр. По итогам акции местные жители записали обращение к председателю Следственного комитета России Александру Бастрыкину и президенту РФ Владимиру Путину с требованием вмешаться в деятельность золотодобывающих компаний в районе. Председатель СК дал указание возбудить уголовное дело по адресованному ему видеообращению.